# Isola King (Alaska)
King (in lingua inupiatun Ugiuvak) è un'isola del mare di Bering ad ovest dell'Alaska. Si trova 64 km ad ovest di Cape Douglas e a sud di Wales, la cittadina più occidentale del continente nordamericano. L'isola appartiene all'Alaska (USA) e fa parte dell'Alaska Maritime National Wildlife Refuge.

## Storia
James Cook fu il primo europeo ad avvistare l'isola nel 1778 e le diede il nome del tenente James King, membro della spedizione.
Un tempo era la residenza invernale di un gruppo di circa 200 Inupiat, o Aseuluk, come essi stessi si definivano. Gli Aseuluk passavano la stagione invernale cacciando sull'isola King, mentre d'estate erano impegnati in attività simili sulla terraferma in prossimità di una località che attualmente si chiama Nome. Nel 1970, tutti gli isolani si erano ormai trasferiti a Nome per tutto l'anno.

## Note

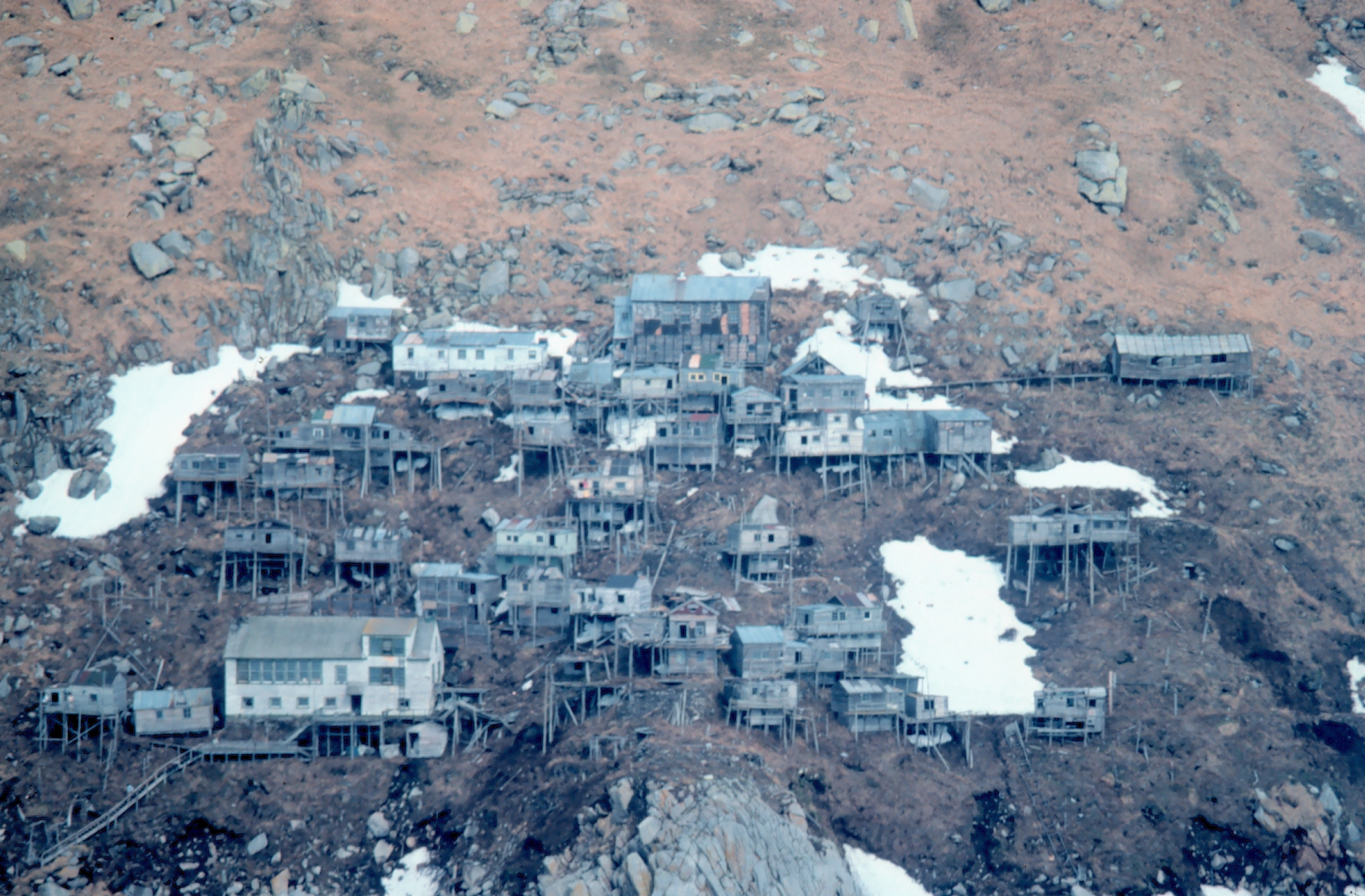
Il villaggio abbandonato di Ukivok sull'isola King